# Jestřabí v Krkonoších
Jestřabí v Krkonoších település Csehországban, Semilyi járásban. Jestřabí v Krkonoších Benecko, Vítkovice, Víchová nad Jizerou, Poniklá és Jablonec nad Jizerou településekkel határos. Lakosainak száma 252 fő (2024. január 1.).

## Népesség
A település lakosságának változását az alábbi diagram mutatja:
| Lakosok száma | 1703 | 1625 | 1408 | 730  | 360  | 232  | 239  | 243  | 240  | 252  |
|               | 1869 | 1890 | 1921 | 1950 | 1980 | 2001 | 2017 | 2019 | 2022 | 2024 |